# Władysław Michał Skoraszewski
Władysław Michał Skoraszewski (lub Skoroszewski) herbu Abdank (Habdank), (zm. 1683) – rotmistrz piechoty łanowej, poseł na Sejm I Rzeczypospolitej.
W 1638 poślubił Jadwigę Łempicką herbu Junosza. Dzięki swojej waleczności i zasługom, także i na polu cywilnym, szybko rósł w zaszczyty, by zostać następnie pułkownikiem Jego Królewskiej Mości, potem również chorążym województwa poznańskiego. Po śmierci pierwszej żony ożenił się po raz kolejny z Katarzyną Gorajską herbu Orla, z którą miał dwóch synów (Mikołaja i Franciszka Skoraszewskich). W 1676 został wybrany posłem na sejm, następnie w 1677 marszałkował w Izbie Poselskiej. Walczył za Ojczyznę w starciach z Tatarami, Kozakami, Moskwie oraz przeciwko Turkom, m.in. pod Chocimiem u boku Jana III Sobieskiego, gdzie wykazał się odwagą, stając „między pierwszymi na wałach”. Brał udział w potopie szwedzkim; podczas bitwy pod Ujściem był dowódcą piechoty łanowej. Poseł sejmiku średzkiego województw poznańskiego i kaliskiego na sejm koronacyjny 1676 roku. Poseł sejmiku średzkiego województw poznańskiego i kaliskiego na sejm 1677 roku
Zmarł w 1683.
Postać Władysława Skoraszewskiego pojawiła się w Potopie Henryka Sienkiewicza, gdzie został ukazany jako żołnierz niezłomnej postawy podczas bitwy pod Ujściem.